# Alfred von Domaszewski
Alfred von Domaszewski (ur. 30 października 1856 w Temesvár, zm. 25 marca 1927 w Monachium) – austriacki historyk.
Był synem Victora von Domaszewskiego i Pauline Preyss. Studiował w Wiedniu, po czym pracował tam jako nauczyciel w wiedeńskim Akademisches Gymnasium. Na zlecenie Berlińskiej Akademii Nauk i przy wsparciu finansowym Ministerstwa Edukacji Austrii, pracował od 1882 z Carlem Humannem w Smyrnie. Od 1884 roku był asystentem w Muzeum Historii Sztuki w Wiedniu, a od 1887 profesorem historii starożytnej na Uniwersytecie w Heidelbergu. Razem z Rudolfem Brünnowem opracował pierwszą mapę starożytnej Petry w obecnej Jordanii.
Jednym z jego bardziej znanych studentów jest historyk Ernst Kantorowicz (1895-1963).

## Publikacje
- Die Religion des römischen Heeres, 1895
- Die Rangordnung des römischen Heeres, 1907
- Geschichte der römischen Kaiser, 1909
- Abhandlungen zur römischen Religion, 1909